# Howard Fast
Howard Melvin Fast (Nueva York, 11 de noviembre de 1914-Greenwich,  Connecticut, 12 de marzo de 2003) fue un escritor, novelista y guionista de televisión estadounidense. Fue el autor de la novela Espartaco, en la que se basó la película de 1960, dirigida por Stanley Kubrick.

## Biografía
Nace en Nueva York. Su madre fue una inmigrante judía británica y su padre, Barney Fastovsky, inmigrante judío ucraniano. Al morir su madre en 1923 y con su padre en paro, el hermano más joven de Howard, Julius, fue a vivir con los parientes, mientras que Howard y su hermano mayor Jerome trabajaron vendiendo periódicos. Demostró ser un lector voraz a edad temprana leyendo para un trabajo a tiempo parcial en la biblioteca pública de Nueva York.
El joven Howard comenzó a escribir a edad temprana. Mientras hace autostop y monta en ferrocarriles que recorren el país en busca de trabajos, escribe. Su primera novela, Two Valleys (Dos Valles), fue publicada en 1933, con 18 años de edad. Su primera obra popular es Citizen Tom Paine (Ciudadano Tom Paine), un cuento sobre la vida de Thomas Paine. Interesado siempre en historia americana, escribe The Last Frontier, (La última frontera), sobre una tentativa de los cheyennes de volver a su tierra nativa; y Freedom Road (Camino de la libertad), sobre las vidas de los antiguos esclavos durante el período de reconstrucción.
Durante la Segunda Guerra Mundial trabaja para la Oficina de Información de Guerra de Estados Unidos, escribiendo para la Voz de América. 
En 1948 escribe Mis gloriosos hermanos, sobre la epopeya de los macabeos, venciendo a los greco-sirios seléucidas. Sobre el amor de los judíos por su tierra y la libertad
Se unió al Partido Comunista de los Estados Unidos en 1944 y fue llamado por el Comité de Actividades Antiamericanas. Rechazó divulgar los nombres de los contribuyentes al Joint Antifascist Refugee Comittee (Comité de Ayuda a los Refugiados Antifascistas), que había comprado un antiguo convento en Toulouse para convertirlo en un hospital en el que trabajaban los cuáqueros ayudando a refugiados republicanos de la guerra civil española (uno de los contribuyentes era Eleanor Roosevelt), y lo encarcelaron por tres meses en 1950 por desacato al Congreso.

### Espartaco
Mientras estaba en la cárcel comenzó a escribir su trabajo más famoso, Espartaco, novela sobre la sublevación de los esclavos romanos encabezada por Espartaco. Fast se lo envió a su editor en Little, Brown and Company, al que le entusiasmó la novela, pero J. Edgar Hoover envió una carta advirtiéndoles de que no deberían publicarlo. Tras esto pasó por otros siete conocidos editores con idéntico resultado. El último de ellos fue Doubleday y tras una reunión del comité editorial, George Hecht, entonces jefe de la cadena de librerías de Doubleday, salió de la sala enfadado y disgustado por tal acto de cobardía, llamó por teléfono a Fast y le aseguró que si publicaba el libro por su cuenta le haría un pedido de seiscientos ejemplares.
Fast nunca lo había hecho pero, con el apoyo de liberales y los escasos sueldos de su mujer y suyo, creó Blue Heron Press y publicó el libro. Para su sorpresa se vendieron más de cuarenta mil ejemplares de la obra en tapa dura, que pasaron a ser varios millones tras el final del macartismo. Fue traducido a 56 idiomas y diez años después de su publicación, Kirk Douglas convenció a la Universal para rodar una película basada en la novela. Al forzar Douglas la inclusión en los títulos de crédito del nombre de Dalton Trumbo, escritor también en la lista negra que había realizado la adaptación de la novela, rompió de hecho dicha lista. La película, dirigida por Stanley Kubrick, fue un éxito de taquilla, ganó cuatro premios Óscar y fue nominada a otros dos.
Puesto en la “lista negra” por sus actividades comunistas y sus antecedentes penales, Fast era incapaz de publicar bajo su propio nombre (excepto en Blue Heron Press, que además publicó libros de otros autores en la “lista negra”), por lo que utilizó varios seudónimos, incluyendo E. V. Cunningham, con el que publicó una serie popular de novelas de detectives protagonizadas por Masao Masuto, un Nisei (hijo de emigrantes japoneses) miembro del departamento de policía de Beverly Hills, California.
En 1952 trabaja para el Partido Laborista Americano. Durante los años 50 también trabajó para el periódico del partido comunista, el Daily Worker. En 1953, le concedieron el Premio Stalin de la Paz. En 1956 abandona el partido en protesta por la política represiva de la Unión Soviética con Hungría.
Escribe al poco April Morning, una historia sobre las batallas de Lexington y Concord desde la perspectiva de un adolescente ficticio. Aunque no planteada como novela del “adulto joven”, se ha convertido en una asignación frecuente en escuelas secundarias americanas y es probablemente su trabajo más popular a principios del siglo XXI. Se hizo una película para la televisión en 1988.
Escribe también cuentos de ciencia ficción que, tras ser publicados en revistas y obras colectivas, son publicados como recopilaciones.
En 1974 se muda con su familia a California, en donde escribe guiones de series de televisión y de la conquista del Oeste. En 1977 publicó The Immigrants (Los inmigrantes), primera de una serie de seis novelas.
Su hijo Jonathan Fast, también novelista, es el marido de la novelista Erica Jong.
Como escritor, el éxito le sonrió desde joven, gracias a sus novelas históricas, que son siempre apasionados cánticos a la libertad. En Espartaco (1951), la más popular de las mismas, en la que narra la abortada revuelta de los esclavos contra Roma (73-71 a. C.), figura una dedicatoria que refleja fielmente su credo personal: «Lo he escrito para que aquellos que lo lean —mis hijos y los hijos de otros— adquieran gracias a él fortaleza para afrontar nuestro turbulento futuro y puedan luchar contra la opresión y la injusticia».
Fast, hombre de izquierdas con ideas progresistas, choca con la comisión de actividades antiamericanas y permanece en la cárcel durante varios meses a partir de junio de 1950. Después queda inscrito en las listas negras del macartismo y tiene que utilizar seudónimos para poder publicar.
Fue uno de los fundadores del Movimiento Mundial de la Paz y miembro de su consejo director durante cinco años (1950-1955). También fue candidato al Congreso, por Nueva York, con el America Labor Party.

## Obra

### Novelas
- Dos Valles (Two Valleys) (1933)
- Strange Yesterday (1934)
- Place in the City (1937)
- Conceived in Liberty (1939)
- La última frontera (The Last Frontier) (1941)
- Haym Solomon: Son of Liberty (1941)
- Lord Baden-Powell of the Boy Scouts (1941)
- The Romance of a People (1941)
- Goethals and the Panama Canal (1942)
- The Picture-book History of the Jews (1942)
- The Tall Hunter (1942)
- The Unvanquished (1942)
- Ciudadano Tom Paine (Citizen Tom Paine) (1943)
- Camino de la libertad (Freedom Road) (1944)
- The American: a Middle Western legend (1946)
- Clarkton (1947)
- The Children (1947)
- Mis gloriosos hermanos (My Glorious Brothers) (1948)
- The Proud and the Free (1950)
- Espartaco (Spartacus) (1951)
- Angel caído (Fallen Angel) (1952). Bajo el pseudónimo de Walter Ericson
- Tony and the Wonderful Door (1952)
- The Passion of Sacco and Vanzetti (1953)
- Silas Timberman (1954)
- The Story of Lola Gregg (1956)
- Moses, Prince of Egypt (1958)
- The Winston Affair (1959)
- The Golden River (1960)
- April Morning (1961)
- Poder (Power) (1962)
- Agrippa's Daughter (1964)
- Torquemada (1966)

- Serie The Crossing:

1. The Crossing (1971)
2. Bunker Hill (2001). Precuela

- The Hessian (1972)

- Serie Lavette Family:

1. Los inmigrantes (The Immigrants) (1977)
2. Second Generation (1978)
3. The Establishment (1979)
4. The Legacy (1981)
5. The Immigrant's Daughter (1985)
6. An Independent Woman (1997)

- Max (1982)
- The Outsider (1984)
- The Dinner Party (1987)
- The Pledge (1988)
- The Confession of Joe Cullen (1989)
- The Trial of Abigail Goodman (1993)
- Seven Days in June (1994)
- The Bridge Builder's Story (1995)
- Redemption (1999)
- Greenwich (2000)

### Novelas bajo el pseudónimo de Behn Boruch
- In the Beginning: The Story of Abraham (1958)
- The Patriarchs: The Story of Abraham, Isaac and Jacob (1959)
- The Coat of Many Colors: The Story of Joseph (1959)

### Novelas bajo el pseudónimo de E. V. Cunningham
- Sylvia (1960)
- Phyllis (1962)
- Alice (1963)
- Lydia (1964)
- Shirley (1964)
- Penelope (1965)
- Helen (1966)
- Margie (1966)

- The Masao Masuto Mysteries:

1. Samantha, AKA The Case of the Angry Actress (1967)
2. The Case of the One-Penny Orange (1977)
3. The Case of the Russian Diplomat (1978)
4. The Case of the Poisoned Eclairs (1979)
5. The Case of the Sliding Pool (1981)
6. The Case of the Kidnapped Angel (1982)
7. The Case of the Murdered Mackenzie (1984)

- Sally (1967)
- Cyntia (1967)
- The Assassin Who Gave Up His Gun (1967)
- Millie  (1973)
- The Wabash Factor (1986)

### Colecciones de relatos
- Patrick Henry and the Frigate's Keel, and other stories of a young nation (1945). Compuesta por 12 relatos:
  - "Patrick Henry and the Frigate's Keel"
  - "Rachel" (1941)
  - "The Pirate and the General"
  - "Neighbor Sam" (1942)
  - "Conyngham"
  - "The Brood" (1939)
  - "The Day of Victory" (1943)
  - "Amos Todd's Vinegar" (1943)
  - "Sun in the West" (1938)
  - "The Bookman" (1936)
  - "The Price of Liberty"
  - "Not Too Hard" (1939)

- Departure, and Other Stories (1949). Compuesta por 19 relatos:
  - "Departure" (1947)
  - "The Old Wagon" (1945)
  - "The Shore Route"
  - "Onion Soup"
  - "An Epitaph for Sidney"
  - "Where Are Your Guns?" (1944)
  - "Spoil the Child" (1938)
  - "The Little Folk from the Hills" (1948)
  - "Who Is He?
  - "The Suckling Pig"
  - "The Rickshaw" (1947)
  - "The Gentle Virtue"
  - "Dumb Swede"
  - "The Gray Ship" (1946)
  - "Three Beautiful Things"
  - "The First Rose of Summer"
  - "Wake Up Glad"
  - "The Police Spy"
  - "Thirty Pieces of Silver" (1949)

- The Last Supper and Other Stories (1955). Compuesta por 16 relatos:
  - "The Last Supper"
  - "The Ancestor"
  - "The Vision of Henry J. Baxter"
  - "A Walk Home"
  - "Coca Cola"
  - "Christ in Cuernavaca", AKA "The Man Who Looked Like Jesus"
  - "The Power of Positive Thinking"
  - "Dignity"
  - "Gentleman from Mississippi"
  - "Journey to Boston" (1949)
  - "The Child and the Ship" (1950)
  - "Sunday Morning"
  - "The Upraised Pinion"
  - "The Holy Child"
  - "My Father"
  - "Coda: The Poet in Philadelphia"

- The Howard Fast Reader; a collection of stories and novels (1960). Compuesta por 3 novelas y 21 relatos:
  - "Christ in Cuernavaca", AKA "The Man Who Looked Like Jesus" (1955). Ya recopilado antes
  - "Rachel" (1941). Ya recopilado antes
  - "Onion Soup" (1949). Ya recopilado antes
  - "Three Beautiful Things" (1949). Ya recopilado antes
  - "The First Rose of Summer" (1949). Ya recopilado antes
  - "Where Are Your Guns?" (1944). Ya recopilado antes
  - "The Gentle Virtue" (1949). Ya recopilado antes
  - The Golden River (1960). Novela ya publicada antes
  - "Neighbor Sam" (1942). Ya recopilado antes
  - "Departure" (1947). Ya recopilado antes
  - "The Gray Ship" (1946). Ya recopilado antes
  - "The Suckling Pig" (1949). Ya recopilado antes
  - "Old Sam Adams (Three Tales)"
  - "Journey to Boston" (1949). Ya recopilado antes
  - "The Ancestor" (1955). Ya recopilado antes
  - "The Child and the Ship" (1950). Ya recopilado antes
  - "The Vision of Henry J. Baxter" (1955). Ya recopilado antes
  - The Children (1947). Novela ya publicada antes
  - "The Little Folk from the Hills" (1948). Ya recopilado antes
  - "Coca Cola" (1955). Ya recopilado antes
  - "La caja fría, fría" ("The Cold, Cold Box") (1959)
  - "La hormiga gigante", AKA "La gran hormiga", AKA "La hormiga grande" ("The Large Ant")
  - Camino de la libertad (Freedom Road) (1944). Novela ya publicada antes
  - "Spoil the Child" (1938). Ya recopilado antes

- El filo del futuro, AKA Al borde del futuro (The Edge of Tomorrow) (1961). Compuesta por 1 novela corta y 6 relatos:
  - Los primeros hombres (The First Men, AKA The Trap) (1960). Novela corta
  - "La hormiga gigante", AKA "La gran hormiga", AKA "La hormiga grande" ("The Large Ant") (1960). Ya recopilado antes
  - "Del tiempo y los gatos" ("Of Time and Cats") (1959)
  - "Catón el marciano" ("Cato the Martian") (1960)
  - "La caja fría, fría" ("The Cold, Cold Box") (1959). Ya recopilado antes
  - "La tienda marciana" ("The Martian Shop") (1959)
  - "La visión del edén" ("The Sight of Eden") (1960)

- The Hunter and The Trap (1967). Compuesta por 1 novela corta y 1 relato:
  - "The Hunter"
  - Los primeros hombres (The First Men, AKA The Trap) (1960). Novela corta ya recopilada antes

- El general derribó a un ángel (The General Zapped an Angel) (1970). Compuesta por 9 relatos:
  - "El general derribó a un ángel" ("The General Zapped an Angel")
  - "El ratón" ("The Mouse") (1969)
  - "Milty Boil, un visionario" ("The Vision of Milty Boil")
  - "El mohawk" ("The Mohawk")
  - "La herida" ("The Wound")
  - "El Wall Street Journal de mañana" ("Tomorrow's Wall Street Journal")
  - "El intervalo" ("The Interval")
  - "El cine" ("The Movie House")
  - "Los insectos" ("The Insects)

- Un toque de infinito (A Touch of Infinity) (1973). Compuesta por 13 relatos:
  - "El aro" ("The Hoop") (1972)
  - "El precio" ("The Price")
  - "Cuestión de tamaño" ("A Matter of Size")
  - "Un agujero en el piso" ("The Hole in the Floor")
  - "La profesión del general Hardy" ("General Hardy's Profession")
  - "Razón vital" ("Show Cause")
  - "No de un golpe seco" ("Not with a Bang")
  - "El talento de Harvey" ("The Talent of Harvey")
  - "La mente de Dios" ("The Mind of God")
  - "Ovni" ("UFO")
  - "Cephes 5"
  - "La semilla pragmática" ("The Pragmatic Seed")
  - "El huevo" ("The Egg")

- Time and the Riddle: thirty-one Zen stories (1975). Compuesta por 1 novela corta y 30 relatos:
  - "Ovni" ("UFO") (1973). Ya recopilado antes
  - "Un agujero en el piso" ("The Hole in the Floor") (1973). Ya recopilado antes
  - "La profesión del general Hardy" ("General Hardy's Profession") (1973). Ya recopilado antes
  - "Echinomastus Contentii"
  - "El Wall Street Journal de mañana" ("Tomorrow's Wall Street Journal") (1970). Ya recopilado antes
  - "Cuestión de tamaño" ("A Matter of Size") (1973). Ya recopilado antes
  - "Razón vital" ("Show Cause") (1973). Ya recopilado antes
  - "La tienda marciana" ("The Martian Shop") (1959). Ya recopilado antes
  - "La semilla pragmática" ("The Pragmatic Seed") (1973). Ya recopilado antes
  - Los primeros hombres (The First Men, AKA The Trap) (1960). Novela corta ya recopilada antes
  - "El aro" ("The Hoop") (1972). Ya recopilado antes
  - "La caja fría, fría" ("The Cold, Cold Box") (1959). Ya recopilado antes
  - "El talento de Harvey" ("The Talent of Harvey") (1973). Ya recopilado antes
  - "La herida" ("The Wound") (1970). Ya recopilado antes
  - "El general derribó a un ángel" ("The General Zapped an Angel") (1970). Ya recopilado antes
  - "El precio" ("The Price") (1973). Ya recopilado antes
  - "Milty Boil, un visionario" ("The Vision of Milty Boil") (1970). Ya recopilado antes
  - "Catón el marciano" ("Cato the Martian") (1960). Ya recopilado antes
  - "No de un golpe seco" ("Not with a Bang") (1973). Ya recopilado antes
  - "El cine" ("The Movie House") (1970). Ya recopilado antes
  - "Cephes 5" (1973). Ya recopilado antes
  - "Del tiempo y los gatos" ("Of Time and Cats") (1959). Ya recopilado antes
  - "El intervalo" ("The Interval") (1970). Ya recopilado antes
  - "El huevo" ("The Egg") (1973). Ya recopilado antes
  - "Los insectos" ("The Insects") (1970). Ya recopilado antes
  - "La visión del edén" ("The Sight of Eden") (1960). Ya recopilado antes
  - "La mente de Dios" ("The Mind of God") (1973). Ya recopilado antes
  - "El mohawk" ("The Mohawk") (1970). Ya recopilado antes
  - "El ratón" ("The Mouse") (1969). Ya recopilado antes
  - "La hormiga gigante", AKA "La gran hormiga", AKA "La hormiga grande" ("The Large Ant") (1960). Ya recopilado antes
  - "The Hunter" (1967). Ya recopilado antes

- The Call of Fife and Drum: Three Novels of the Revolution (1987). Compuesta por 3 novelas ya publicadas antes:
  - The Unvanquished (1942)
  - Conceived in Liberty (1939)
  - The Proud and the Free (1950)

### Relatos
Relatos no publicados en colecciones.
- "Wrath of the Purple" (1932)
- "Stockade" (1936)
- "While They Dance" (1937)
- "Ransom of the Rose" (1937)
- "Beyond the War" (1937)
- "Men Must Fight" (1938)
- "Girl and the General" (1938)
- "Girl With Yellow Hair" (1938)
- "A Child Is Born" (1938)
- "Merry Gentlemen" (1938)
- "Schoolmaster's Empire" (1939)
- "A Man's Wife" (1939)
- "For Always" (1939)
- "A President's Wife" (1939)
- "The Last Night" (1939)
- "Love Marches at Midnight" (1940)
- "Because He Trusted Me" (1940)
- "To Marry With A Stranger" (1940)
- "New Guinea Commandos" (1942)
- "Air Base" (1942)
- "American Seaman" (1942)
- "Nurse on Bataan" (1942)
- "Story of Slim" (1942)
- "Before Dawn" (1942)
- "How Yuang Died for China" (1943)
- "Front-Line Newsman" (1943)
- "Sunk by Jap Bombs!" (1943)
- "Rescue in Singapore" (1943)
- "Stand by for Dive!" (1943)
- "Something had to be told" (1943)
- "Marine on Guadalcanal" (1943)
- "Airbase in the Jungle" (1943)
- "Gray Ship's Captain" (1943)
- "Gnats Against Elephants" (1943)
- ""Ceiling Zero" over Kiska" (1943)
- "A Friendly Hand to Help Him..." (1943)
- "One Ship Was Lost" (1943)
- "Port in the Arctic" (1943)
- "New Hope - From the Sky!" (1943)
- "Detroit in the Desert" (1943)
- "The 'Eggshell' Escapes" (1943)
- "Private Scott and the Axis" (1943)
- "The "Tommies" Got Special Delivery" (1943)
- "One-Man Navy" (1944)
- "Who Is Jesus Christ?" (1944)
- "The Pirate and the General" (1945)
- "The Gallant Ship" (1946)
- "The Gray Ship's Crew" (1946)
- "By Broken Pike, Iron Chain" (1946)
- "Mr. Lincoln" (1947)
- "Memories of Sidney" (1950)
- "A Child is Lost" (1950)
- "Spartacus [from a Novel by Howard Fast]" (1951)
- "The Protest" (1954)
- "Lola Gregg" (1956)

### Poemas
- Never to Forget: The Battle of the Warsaw Ghetto (1946, con William Gropper)
- To Nazim Hikmet (1950)
- October Revolution (1950)
- Korean Lullaby (1951-1952)
- Poet in Philadelphia (1954)

### Obras de teatro
- Four Bachelor Brothers (1936?, con Ray Barr)
- Minette (1936, con Ray Barr). No publicada
- Farewell Dimitrios (1950). No publicada
- The Hammer (1950)
- Thirty Pieces of Silver (1954)
- General Washington and the Water Witch (1956)
- Naked God (1958-1959). No publicada
- Annabelle (1960). No publicada
- The Crossing (1962). No publicada
- The Hill (1964)
- The Adventures of Nat Love (197?). No publicada
- Lion's Cub (1978)
- David and Paula (1982)
- Citizen Tom Paine (1986)
- Second Coming (1991)
- The Novelist (1992)

### No ficción
Artículos
- Story of an American. Vito Marcantonio (1946)
- May Day 1947 (1947)
- Three Names for Fascists (1947)
- Crisis No. 1 (1951)
- Crisis No. 2 (1951)
- Crisis No. 3 (1951)
- May Day 1951 (1951)
- Spain and peace (1951)
- Open Letter to Soviet Writers (1957)

Autobiografías
- The Naked God: The Writer and the Communist Party (1957)
- Being Red (1990)

Biografías
- The Incredible Tito: Man of the Hour (1944)[1]

Ensayos
- Literature and Reality (1951)
- War and Peace: Observations on Our Times (1990)

Guías
- The Art of Zen Meditation (1977)

Historia
- The Story of the Jews in the United States (1942)
- Tito and His People (1944)
- Ben Davis Walks on Freedom Road (1945)
- Intellectuals in the fight for peace (1949)
- Peekskill USA (1951)
- Los judíos: Historia de un pueblo (The Jews: Story of a People) (1968)